# Quadient
Quadient, antiga Neopost, é uma empresa especializada em equipamentos de logística e manuseio de correspondências. Ao longo dos anos, seu negócio evoluiu de um fabricante de medidores e equipamentos de correio para um portfólio mais amplo, que agora abrange quatro áreas de negócios principais: Gestão da Experiência do Cliente; automação de processos de negócios; soluções de correio; armários de pacotes automáticos.
A Quadient está listada na Bolsa de Paris. 